# 전 자암 김구 벼루
전 자암 김구 벼루(傳 自庵 金絿 벼루)은 대한민국 충청남도 공주시, 충청남도 역사박물관에 있는 벼루이다. 2014년 9월 1일 충청남도의 유형문화재 제233호로 지정되었다.

## 개요
충남 역사박물관 소장 위원화석일원 연은 위원석에 다채로운 양각문양을 매우 능숙한 솜씨로 새겨 완성도가 높으며 조선시대에 널리 유행한 일원연의 전형적 형식을 바탕으로 매화와 대나무, 두루미와 수달, 산수를 배경으로 낚시를 드리운 선인 등 조선 유학자들이 이상경으로 여겼던 도가적 자연소재를 벼루의 기능과 형태에 어울리게 배치한 안목이 뛰어나다. 좁은 공간에 여러 소재를 함께 새길 때 자칫 산만해지기 쉬우나, 각각의 소재들의 성격과 크기를 고려하고 밀집과 여백을 적절히 교차시켜 조화롭게 구성해낸 제작자의 높은 기량이 돋보인다.
충남 역사박물관 소장 위원화석일월 연은 조선 중종 때의 문신으로 서예로도 이름이 높았던 자암 김구(金絿1488-1534)와 연관된 것으로 보이며, 같은 시기의 제작품으로 추정된다. 국내산 명품으로 알려진 위원화석 벼루가 재료생산의 어려움 등의 여건으로 조선 중기 이후부터는 수급이 어려워 조선전기에 주로 제작되었다는 사실과, 섬세하나 품격을 갖춘 제작기법과 문양표현 등으로 미루어 제작시기를 조선 전기로 비정할 수 있다. 더불어 종손의 가계에서 중종의 하사품이라는 전언과 함께 가보로서 신중히 보관해 오던 유물이라는 점도 이를 뒷받침하고 있다.

## 지정 사유
충남 역사박물관 소장 전 자암 김구 벼루는 조선 전기의 문인 서예가였던 김구의 가문에서 전해온 벼루로 가문의 전언을 확증할 자료는 갖추지 못하였다 하더라도 전후의 정황으로 보아 상당한 연관성이 인정되며, 위원화석일월 연의 조형성 및 예술성이 높아 충청남도 유형문화재로 지정한다.

## 참고 자료
- 전 자암 김구 벼루 - 국가유산청 국가유산포털